# Theodor Engelbrecht
August Benjamin Theodor Engelbrecht, född 13 januari 1813, död 4 augusti 1892, var en tysk läkare och pomolog.
Engelbrecht blev 1836 medicine doktor, och professor i fysiologi i Braunschweig 1844. 1861 blev han medicinalråd och var 1880–1889 tyska pomologföreningens ordförande. Engelbrecht utgav ett omfattande arbete över äppelsorter, Deutschlands Apfelsorten (1889).